# Rodion Gataullin
Rodion Aksanovich Gataullin (em russo: Радион Аксанович Гатауллин) (Tashkent, RSS do Uzbequistão, 23 de novembro de 1965) é um antigo atleta de salto com vara, que representou a União Soviética e, mais tarde, a Rússia. 
Os seus melhores saltos foram de 6.02 (em pista coberta) e 6.00 metros (ao ar livre), e foi o segundo saltador a passar a barreira dos 6 metros depois de Sergey Bubka. No dia 22 de janeiro de 1989, em São Petersburgo, tornou-se o primeiro atleta a transpor a fasquia dos seis metros em pista coberta.
Ao serviço da URSS, foi campeão europeu (em 1990) e campeão mundial em pista coberta (em 1989). Participou numa única edição dos Jogos Olímpicos, a de Seul 1988, onde obteve a medalha de prata, com 5.85 m, atrás de Sergey Bubka que fez 5.90 m.
Nascido no Uzbequistão, no seio de uma família tártara, Gataullin optou pela nacionalidade russa após o colapso da União Soviética. Pelo seu novo país, sagrou-se de novo campeão mundial indoor em 1993 e  campeão europeu em 1990.
É casado com a antiga barreirista russa Tatyana Reshetnikova.